# Gitta Walther
Pour les articles homonymes, voir Walther.
Gitta Walther (née le 14 juin 1940 à Annaberg, morte le 10 octobre 2014 à Annaberg-Buchholz) est une chanteuse allemande. L'un de ses noms de scène est Gitta MacKay, à la suite de son mariage avec le musicien écossais Don Adams, de son vrai nom MacKay. Même après le divorce en 1976, elle continue sous ce nom.

## Biographie
Fille d'un boulanger, Gitta Walter grandit dans la République démocratique allemande. Elle est chanteuse sur une scène pour la première fois à 14 ans. À 16 ans, elle déménage seule en Allemagne de l'Ouest.
À Munich, elle remporte un concours de la Bayerischer Rundfunk. Elle est découverte par Werner Müller, qui l'enregistre avec son orchestre. Elle chante aussi avec l'orchestre d'Ambros Seelos et Addy Flor. Depuis le milieu des années 1960, elle est chanteuse invitée, de studio et choriste dans des productions, avec des groupes et en solo. Elle est ainsi l'une des chanteuses des tubes de Silver Convention, Fly, Robin, Fly. Elle est aussi le cri dans le chœur de la chanson Lady Bump de Penny McLean.
En 1964, elle sort ses deux premiers singles en solo, d'abord sous son vrai nom puis sous le pseudonyme de Simone. À la fin des années 1960, elle chante avec les Cornely Singers et à partir de fin 1969 dans le groupe Love Generation.
À partir du milieu des années 1970, elle chante en tant qu'interprète solo en anglais sous le nom de scène Jackie Robinson. Son album I'm Different est un succès aux États-Unis. La chanson Pussyfooter sera reprise par  DJ Shadow, Eric B. & Rakim ou Ultramagnetic MCs.
En 1980, elle fonde le groupe The Hornettes avec Dagmar Hellberg, Lucy Neale (alias Lucy O'Day) et Christina Harrison.

## Discographie
Albums
- 1974 : I’m Different (comme Jackie Robinson; Ariola / Les Disques Direction (1977) / Traffic Entertainment (2011))
- 1996 : Weihnachtslieder Erzgebirge (comme Gitta Walther; Laserlight / Delta Music)
- 1999 : Geschichten Aus’m Arzgebirg (comme Gitta Walther; Phonica / B.T.M.)

Singles
- 1964 : Alles gab ich dir / Küss mich bei Mondenschein (comme Gitta Walther; Philips)
- 1964 : Ich will nicht träumen (comme Gitta Walther; Philips)
- 1967 : Das Glück ist treu / Ich und meine Schwester (comme Simone; Telefunken)
- 1967 : Er sieht aus wie ein Mann / Gelegenheit macht Diebe (comme Simone; Telefunken)
- 1968 : Es müßte regnen / Wer weiß die Antwort (comme Simone; Telefunken)
- 1969 : Jeder Weg führt zu dir / Du (comme Gitta Walther; CBS)
- 1975 : Moving Like A Superstar (comme Jackie Robinson; Ariola / Inter Global / Pye Records (1976) / Music-Box)
- 1976 : Pussyfooter (comme Jackie Robinson; Ariola / Maxi-Single: Les Disques Direction (1977))
- 1976 : Moving Like A Superstar (comme Jackie Robinson; Ariola)
- 1976 : Moving Like A Superstar / Pussyfooter (comme Jackie Robinson; Eurodisc)
- 1977 : Pussyfooter / Sympathy For The Devil (comme Jackie Robinson; Les Disques Direction)
- 1978 : Tilt & Boogie (comme Jackie Robinson; Polydor / Eurodisc / Durium)
- 1978 : Warning - Danger / Do You Really Wanna Go (comme Jackie Robinson; Polydor)

## Source de la traduction
- (de) Cet article est partiellement ou en totalité issu de l’article de Wikipédia en allemand intitulé « Gitta Walther » (voir la liste des auteurs).